# Scutta Voe

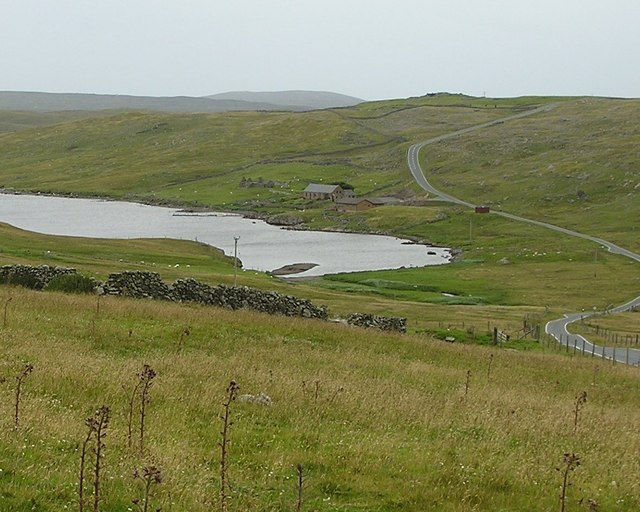
Das südöstliche Ende der Scutta Voe

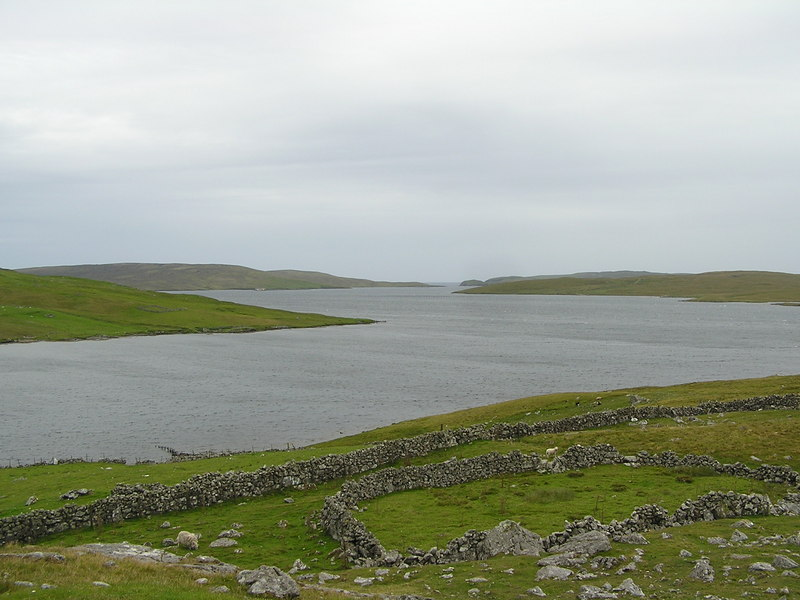
Übergang der Bucht in die Gruting Voe

Die Scutta Voe ist eine Meeresbucht (Voe), die im Südwesten Mainlands, der schottischen Shetlands liegt.

## Geographie
Die Scutta Voe bildet den nördlichsten von drei östlichen Ausläufern der Gruting Voe. Der mittlere ist die Seli Voe, der südlichste die Olas Voe. Angrenzend an die Scutta Voe kommt, im Nordwesten, die Voe of Browland hinzu. Die Ufer der Scutta Voe sind dünn besiedelt, erhöht über dem südlichen liegt das kleine Gruting mit dem vorzeitlichen Gruting School. Die nächste größere Ortschaft ist Walls im Westen.

## Historisches
Im Rahmen der historischen Gliederung Schottlands in Civil Parishes zählt die Scutta Voe zu Sandsting. Eine prähistorische Siedlung am südöstlichen Ende der Bucht nahe der Dorfschule ist 1995 als Scheduled Monument eingestuft worden.